# Дискография на Дуа Липа

## Студийни албуми
| Албум            | Детайли | Позиция в класация | Позиция в класация | Позиция в класация | Позиция в класация | Позиция в класация | Позиция в класация | Позиция в класация | Позиция в класация | Позиция в класация | Позиция в класация | Продажби                                | Сертификации |
| Албум            | Детайли |                    |                    |                    |                    |                    |                    |                    |                    | [ 1 ]              |                    | Продажби                                | Сертификации |
| ---------------- | --- | ------------------ | ------------------ | ------------------ | ------------------ | ------------------ | ------------------ | ------------------ | ------------------ | ------------------ | ------------------ | --------------------------------------- | --- |
| Dua Lipa         | - Издаден: 2 юни 2017 - Формат: CD, дигитално сваляне, LP, стрийминг - Компания: Dua Lipa Limited, Warner        | 3                  | 8                  | 14                 | 81                 | 22                 | 29                 | 7                  | 8                  | 11                 | 27                 | Свят: 2 000 000 - : 750 000 - : 200 000 | - : 2 пъти платинен - : Платинен - : Златен - : 5 пъти платинен - : Платинен - : Златен - : 2 пъти платинен - : Златен                       |
| Future Nostalgia | - Издаден: 27 март 2020 - Формат: CD, LP, дигитално сваляне, Аудиокасета, стрийминг, бокс-сет - Компания: Warner | 1                  | 1                  | 2                  | 5                  | 4                  | 3                  | 1                  | 4                  | 1                  | 3                  | Свят: 3 000 000                         | - : 2 пъти платинен - : Платинен - : Златен - : 5 пъти платинен - : 3 пъти платинен - : Златен - : Платинен - : Платинен - : 2 пъти платинен |
| Radical Optimism | - Издаден: 3 май 2024 - Формат: CD, LP, дигитално сваляне, аудиокасета, стрийминг, бокс-сет - Компания: Warner   | 1                  | 2                  | 3                  | 1                  | 3                  | 2                  | 2                  | 1                  | 4                  | 2                  | : 100 000                               | - : Златен - : Златен - : Златен |

## Сингли
| Година | Заглавие                                                        | Позиция в класация | Позиция в класация | Позиция в класация | Позиция в класация | Позиция в класация | Позиция в класация | Позиция в класация | Позиция в класация | Позиция в класация | Позиция в класация | Сертификации | Албум                                    |
| Година | Заглавие                                                        |                    |                    |                    |                    |                    |                    |                    | [ 1 ]              |                    |                    | Сертификации | Албум                                    |
| ------ | --------------------------------------------------------------- | ------------------ | ------------------ | ------------------ | ------------------ | ------------------ | ------------------ | ------------------ | ------------------ | ------------------ | ------------------ | --- | ---------------------------------------- |
| 2015   | „Be The One“                                                    | 9                  | 6                  | —                  | 42                 | 11                 | 28                 | 20                 | 20                 | 100                | —                  | - : Златен - : 2 пъти платинен - : 2 пъти платинен - : Златен - : Платинен - : Платинен - : Златен - : Златен                                                                            | Dua Lipa                                 |
| 2016   | „Hotter Than Hell“                                              | 15                 | 17                 | —                  | —                  | 71                 | —                  | —                  | —                  | 44                 | —                  | - : Златен - : Платинен - : Платинен - : Златен - : Платинен | Dua Lipa                                 |
| 2016   | „Blow Your Mind (Mwah)“                                         | 30                 | 59                 | —                  | —                  | —                  | —                  | —                  | —                  | —                  | 72                 | - : Платинен - : Златен - : Платинен - : Златен - : Златен | Dua Lipa                                 |
| 2017   | „Scared to be Lonely“ (дует с Мартин Гарикс)                    | 14                 | 14                 | 32                 | 45                 | 9                  | 21                 | 8                  | 21                 | 3                  | 80                 | - : Платинен - : Платинен - : 2 пъти платинен - : 2 пъти платинен - : Диамантен - : Платинен - : 2 пъти платинен - : Платинен - : 4 пъти платинен - : Златен                             | Dua Lipa: Complete Edition               |
| 2017   | „Lost in Your Light“ (с участието на Мигел)                     | 86                 | —                  | —                  | —                  | —                  | —                  | —                  | —                  | —                  | —                  | - : Сребърен - : Златен | Dua Lipa                                 |
| 2017   | „New Rules“                                                     | 1                  | 2                  | 7                  | 43                 | 9                  | 8                  | 3                  | 12                 | 7                  | 6                  | - : 2 пъти платинен - : 4 пъти платинен - : 3 пъти платинен - : 9 пъти платинен - : Диамантен - : Златен - : 2 пъти платинен - : 2 пъти платинен - : 4 пъти платинен - : 3 пъти платинен | Dua Lipa                                 |
| 2018   | „IDGAF“                                                         | 3                  | 3                  | 29                 | 79                 | 12                 | 12                 | 5                  | 12                 | 15                 | 49                 | - : 2 пъти платинен - : 2 пъти платинен - : 2 пъти платинен - : 7 пъти платинен - : Платинен - : Златен - : Златен - : Платинен - : Платинен - : Платинен                                | Dua Lipa                                 |
| 2018   | „One Kiss“ (колаборация с Калвин Харис)                         | 1                  | 3                  | 7                  | 4                  | 1                  | 8                  | 6                  | 13                 | 4                  | 26                 | - : 3 пъти платинен - : 2 пъти платинен - : 4 пъти платинен - : 2 пъти платинен - : 3 пъти платинен - : Диамантен - : Платинен - : 2 пъти платинен - : Платинен - : 3 пъти платинен      | Dua Lipa: Complete Edition               |
| 2018   | "Electricity" (колаборация с Силк Сити)                         | 4                  | 22                 | 61                 | 149                | 64                 | 56                 | 25                 | 53                 | 51                 | 62                 | - : Платинен - : Платинен - : Златен - : Златен | Dua Lipa: Complete Edition               |
| 2019   | "Swan Song"                                                     | 24                 | 68                 | 99                 | 196                | 99                 | —                  | —                  | —                  | 67                 | —                  | - : Сребърен - : Златен | Alita: Battle Angel (soundtrack)         |
| 2019   | "Don't Start Now"                                               | 2                  | 2                  | 3                  | 12                 | 10                 | 11                 | 3                  | 12                 | 12                 | 2                  | - : 4 пъти платинен - : 4 пъти платинен - : 7 пъти платинен - : Диамантен - : Платинен - : Платинен - : 2 пъти платинен - : 3 пъти платинен - : 3 пъти платинен                          | Future Nostalgia                         |
| 2020   | Physical                                                        | 3                  | 9                  | 54                 | 34                 | 14                 | 18                 | 16                 | 24                 | 42                 | 60                 | - : Платинен - : 2 пъти платинен - : 2 пъти платинен - : 3 пъти платинен - : Диамантен - : Златен - : Платинен - : Златен - : 3 пъти платинен                                            | Future Nostalgia                         |
| 2020   | Break My Heart                                                  | 6                  | 7                  | 13                 | 58                 | 26                 | 21                 | 12                 | 22                 | 21                 | 13                 | - : Платинен - : Платинен - : 2 пъти платинен - : 5 пъти платинен - : Платинен - : Златен - : Златен - : Платинен - : Златен                                                             | Future Nostalgia                         |
| 2020   | Hallucinate                                                     | 31                 | —                  | —                  | —                  | —                  | 99                 | —                  | 73                 | —                  | —                  | - : Златен - : Платинен - : Златен | Future Nostalgia                         |
| 2020   | "Un Dia (One Day)" (колабоация с Джей Балвин, Бад Бъни и Таини) | 72                 | —                  | 70                 | 144                | 94                 | 23                 | —                  | 6                  | —                  | 63                 | - : 15 пъти платинен (Латин) - : Златен - : Платинен - : Платинен - : 3 пъти платинен | Future Nostalgia (The Moonlight Edition) |
| 2020   | Levitating                                                      | 5                  | 4                  | 1                  | 24                 | 16                 | 41                 | 5                  | 71                 | 20                 | 2                  | - : 4 пъти платинен - : 4 пъти платинен - : 8 пъти платинен - : Диамантен - : Диамантен - : Платинен - : 2 пъти платинен - : 3 пъти платинен - : Платинен                                | Future Nostalgia                         |
| 2021   | 'We're Good'                                                    | 25                 | 24                 | 21                 | 95                 | 52                 | 66                 | 24                 | 54                 | 31                 | 31                 | - : Сребърен - : Златен - : Златен - : Златен - : Златен - : Платинен | Future Nostalgia (The Moonlight Edition) |
| 2021   | "Love Again"                                                    | 51                 | 60                 | 11                 | 41                 | 44                 | 61                 | —                  | 90                 | —                  | 41                 | - : Сребърен - : 3 пъти платинен - : Диамантен - : Златен - : Златен - : Платинен | Future Nostalgia                         |
| 2021   | "Cold Heart (Pnau remix)" (колабоация с Елтън Джон и Pnau)      | 1                  | 1                  | 1                  | 9                  | 3                  | 6                  | 1                  | 15                 | 5                  | 7                  | - : 3 пъти платинен - : Платинен - : 2 пъти платинен - : 5 пъти платинен - : Диамантен - : Платинен - : Платинен - : 3 пъти платинен                                                     | The Lockdown Sessions                    |
| 2022   | "Sweetest Pie" (колабоация с Меган Дъ Стелиън)                  | 31                 | 24                 | 19                 | 153                | 76                 | —                  | 33                 | —                  | 59                 | 15                 | - : Златен - : Златен | Traumazine                               |
| 2022   | "Potion" (колаборация с Калвин Харис и Young Thug)              | 16                 | 32                 | 31                 | 99                 | 85                 | 90                 | 35                 | —                  | 40                 | 71                 | - : Сребърен - : Златен - : Златен | Funk Wav Bounces Vol. 2                  |
| 2023   | "Dance the Night"                                               | 1                  | 3                  | 4                  | 5                  | 7                  | 20                 | 5                  | 48                 | 25                 | 6                  | - : Златен - : Платинен - : Платинен - : Златен - : Платинен - : Платинен | Barbie: The Album                        |
| 2023   | "Houdini"                                                       | 2                  | 7                  | 5                  | 7                  | 9                  | 17                 | 13                 | 24                 | 13                 | 11                 | - : Платинен - : Златен - : 3 пъти платинен - : Диамантен - : Златен - : Платинен - : Платинен - : Платинен                                                                              | Radical Optimism                         |
| 2024   | "Training Season"                                               | 4                  | 12                 | 11                 | 17                 | 25                 | 51                 | 10                 | 32                 | 15                 | 27                 | - : Сребърен - : 2 пъти платинен - : 2 пъти платинен - : Златен - : Златен - : Платинен - : Платинен                                                                                     | Radical Optimism                         |
| 2024   | "Illusion"                                                      | 9                  | 21                 | 28                 | 32                 | 76                 | 55                 | 32                 | 39                 | 24                 | 43                 | - : Сребърен - : Златен - : Златен - : Златен - : Златен | Radical Optimism                         |

### Сингли като партниращ си артист
| Година | Заглавие                                                    | Позиция в класация | Позиция в класация                                    | Позиция в класация | Позиция в класация | Позиция в класация | Позиция в класация | Позиция в класация | Позиция в класация | Позиция в класация | Позиция в класация | Сертификати                                                             |   |   |                                                                              |
| ------ | ----------------------------------------------------------- | ------------------ | ----------------------------------------------------- | ------------------ | ------------------ | ------------------ | ------------------ | ------------------ | ------------------ | ------------------ | ------------------ | ----------------------------------------------------------------------- | - | - | ---------------------------------------------------------------------------- |
| Година | Заглавие                                                    | 2016               | „No Lie'“ (песен на Шон Пол, с участието на Дуа Липа) | 10                 | —                  | 20                 | 28                 | 10                 | 11                 | —                  | —                  | Сертификати                                                             | — | — | - : 2 пъти платинен - : Златен - : Платинен - : Платинен - : 3 пъти платинен |
| 2020   | "Prisoner" (песен на Майли Сайръс, с участието на Дуа Липа) | 8                  | 13                                                    | 17                 | 76                 | 20                 | 34                 | 24                 | 23                 | 26                 | 54                 | - : Златен - : Платинен - : Златен - : Златен - : Платинен - : Платинен |   |   |                                                                              |
| 2021   | "Demeanor"                                                  | 14                 | 43                                                    | 26                 | 131                | —                  | —                  | —                  | 41                 | —                  | 86                 |                                                                         |   |   |                                                                              |

#### Промоционални сингли
| Година | Заглавие         | Позиция в класация | Позиция в класация | Позиция в класация | Позиция в класация | Позиция в класация | Позиция в класация | Позиция в класация | Позиция в класация | Позиция в класация | Позиция в класация | Албум            |   |   |          |
| ------ | ---------------- | ------------------ | ------------------ | ------------------ | ------------------ | ------------------ | ------------------ | ------------------ | ------------------ | ------------------ | ------------------ | ---------------- | - | - | -------- |
| Година | Заглавие         | 2015               | „New Love“         | —                  | —                  | —                  | —                  | —                  | —                  | —                  | —                  | Албум            | — | — | Dua Lipa |
| 2016   | „Last Dance“     | —                  | —                  | —                  | —                  | —                  | —                  | —                  | —                  | —                  | —                  |                  |   |   | Dua Lipa |
| 2019   | Future Nostalgia | —                  | —                  | —                  | —                  | —                  | —                  | —                  | —                  | —                  | —                  | Future Nostalgia |   |   |          |
| 2020   | Fever            | 79                 | —                  | 79                 | 1                  | 85                 | —                  | —                  | —                  | 9                  | —                  | Future Nostalgia |   |   |          |